# Präsidentschaftswahl in Guinea 2010
Die Präsidentschaftswahl in Guinea 2010 fand am 27. Juni (erster Wahlgang) und am 7. November (Stichwahl) statt.
Es war die erste freie Wahl in der Geschichte Guineas überhaupt. Der zweite Wahlgang erfolgte zwischen dem ehemaligen Premierminister Cellou Dalein Diallo und Alpha Condé, der in Opposition zu allen drei Staatsoberhäuptern Guineas seit der Unabhängigkeit des Landes 1958 gestanden hatte.
Aus der mehrfach verschobenen Stichwahl ging Alpha Condé, der Unterlegene der ersten Runde, nach einem im Gegensatz zur ersten Runde zunehmend mit ethnischen Argumenten – Fulbe gegen Malinke – geführten Wahlkampf als Sieger hervor, was massive Zusammenstöße zwischen Diallo-Anhängern und der Polizei auslöste. Cellou Dallei Diallo erklärte, dass er das Wahlergebnis nicht akzeptiere. Am 15. November wurde Condé von der Wahlkommission zum Sieger der Präsidentschaftswahl erklärt. Condé rief zur Versöhnung auf und auch sein Gegenspieler Diallo forderte seine Anhänger auf, Ruhe zu bewahren und kündigte eine juristische Anfechtung der Wahl an. Bemerkenswert ist im gesamten Wahlprozess die Rolle von General Sékouba Konaté, dem Interims-Präsidenten der Militär-Junta, der auf die Macht verzichtete und für demokratische Wahlen eintrat.
Die Parlamentswahlen in Guinea waren zunächst für 2011 geplant. Jedoch wurden auch diese mehrfach verschoben, fanden erst am 28. September 2013 statt. Ihnen gingen die Zusammenstöße in Guinea 2013 voraus.

## Vorgeschichte der Wahlen
Siehe auch Hauptartikel Geschichte Guineas
2008 hatte kurz nach dem Tod des langjährigen, diktatorisch regierenden Präsidenten Lansana Conté das guineische Militär unter Moussa Dadis Camara geputscht und direkt freie Wahlen für das Jahr 2009 angekündigt. Seine ursprüngliche Ankündigung, sich nicht persönlich zur Wahl zu stellen, hatte der Putschführer Camara allerdings bald darauf relativiert. Ein Attentat auf Camara am 3. Dezember 2009 zwang diesen zur medizinischen Versorgung nach Burkina Faso und löste chaotische Verhältnisse in Guinea aus, die erst durch ein in Burkina Faso unterzeichnetes Abkommen beendet wurden, nach dem General Sékouba Konaté die Wahlen organisieren sollte.

## Mehrfache Verschiebung der Stichwahl
Die ursprünglich am 18. Juli geplante Stichwahl wurde jedoch erst auf den 19. September 2010 und später ein weiteres Mal auf den 24. Oktober 2010 verschoben. Als zwei Tage vor der geplanten Wahl im Oktober auch dieser Termin abgesagt wurde – diesmal ohne Angabe eines neuen Termins –  kam es in mehreren Städten des Landes zu schweren Ausschreitungen mit Todesopfern zwischen Fulbe und Malinke, also den beiden Ethnien, denen die Stichwahl-Kandidaten angehören. Das immer noch regierende Militär verhängte daraufhin ein Versammlungsverbot. Wenige Tage später bestätigte Guineas staatliches Fernsehen, den 7. November 2010 als Termin für die endgültige Stichwahl.
Die Verschiebung des Septembertermins hatte die Wahlkommission mit Verzögerungen bei der Vorbereitung des Wahlganges erklärt. Zuvor war es in der Hauptstadt Conakry zu heftigen Ausschreitungen zwischen den Anhängern der beiden verbliebenen Kandidaten gekommen, die mindestens zwei Menschenleben und 50 Verletzte forderten. Im Vorfeld des 2. geplanten Termins im Oktober war der plötzlich verstorbene Chef der Wahlkommission durch einen dem Kandidaten Condé nahestehenden Gewerkschafter ersetzt worden. Als daraufhin Diallou mit Wahlboykott drohte wurde der General Siaka Toumany Sangaré aus dem benachbarten Mali zum neuen Wahlkommissionschef ernannt, der dann am 22. Oktober, zwei Tage vor der geplanten Stichwahl, die Wahl "wegen unvollendeter technischer Vorbereitungen sowie Unklarheiten über die Wahllisten" absagte. Tatsächlich hatte Condés Partei RPG beanstandet, dass 600.000 der 4 Millionen Wähler noch keine Wahlkarten hätten.
In den Monaten zwischen der ersten Runde der Wahl und dem nun abgesagten Stichwahltermin hatte sich die Auseinandersetzung zwischen den beiden Kandidaten Cellou und Conté zunehmend zu einem ethnischen Konflikt zwischen den beiden Volksgruppen entwickelt, aus denen die beiden Kandidaten stammen: Cellou Dallein Diallo ist Angehöriger des Volkes der Fulbe, Alpha Condé gehört dem Volk der Malinke an. Condé hatte Diallou als Vertreter des alten Establishments aus der Zeit der Diktatur dargestellt, sich selbst als Kraft der Erneuerung. Diallou hatte daraufhin die ethnische Karte gespielt und gekontert, Condé gehöre als Malinke derselben Ethnie wie der ehemalige, langjährige Diktator Sekou Touré an. Nun aber sei es an der Zeit, dass ein Vertreter der Fulbe den Präsidenten stelle. Die Fulbe stellen etwa 40 % der Bevölkerung Guineas, womit sie die größte ethnische Gruppe des Landes sind, gefolgt von den Malinke, denen etwa 30 % der Bevölkerung angehören.

## Ergebnis
24 Kandidaten wurden zur Wahl zugelassen:., darunter vier ehemalige Premierminister (Cellou Dalein Diallo, François Lonseny Fall, Lansana Kouyaté und Sidya Touré). Von den 24 Kandidaten, die zur ersten Runde der Wahl angetreten waren, hatten nur vier Kandidaten mehr als 5 % der Stimmen erringen können.
Im ersten Wahlgang erhielt Condé nur 18,3 % der Stimmen, während sein Gegenkandidat Diallo 47,5 % bekam. Im zweiten Wahlgang erhielt Condé 52,5 %: Diese Verkehrung der Ergebnisse der ersten Runde, in denen Diallo noch doppelt so viele Stimmen gewonnen hatte wie Condé, war offenkundig das Ergebnis eines ethnisch geprägten Abstimmungsverhaltens. Condé war es gelungen, Ressentiments gegen die Guinea wirtschaftlich dominierende Ethnie der Fulbe zu wecken, der Diallo angehört. Das Ergebnis löste massive Zusammenstöße zwischen Diallo-Anhängern und der Polizei aus. Cellou Dalein Diallo erklärte, dass er das Wahlergebnis nicht akzeptiere und verlangte Nachwahlen in zwei Distrikten der Hauptstadt Conakry, in denen seine Anhänger eingeschüchtert worden seien. Der Wahlsieg, den Condé auch hier in der Hauptstadt errungen hatte, gilt als besonders überraschend. Die geographische Verteilung der Stimmergebnisse zeigt die Spaltung des Landes und die Wahl überwiegend nach ethnischen Kriterien: Im Osten des Landes hat durchgehend Condé die Mehrheit errungen, in den Fulbegebieten des Westens dagegen Diallo. Einzige Ausnahme ist hier die im Westen gelegene Hauptstadt Conakry, in der Condé die Mehrheit errang.
| Kandidaten                                                                                 | Parteien                                                    | 1. Wahlgang | 1. Wahlgang | 2. Wahlgang | 2. Wahlgang |
| Kandidaten                                                                                 | Parteien                                                    | Stimmen     | %           | Stimmen     | %           |
| ------------------------------------------------------------------------------------------ | ----------------------------------------------------------- | ----------- | ----------- | ----------- | ----------- |
| Alpha Condé                                                                                | Rassemblement du peuple de Guinée                           | 323.406     | 18,3        | 1.474.973   | 52,5        |
| Cellou Dalein Diallo                                                                       | Union des forces démocratiques de Guinée                    | 772.496     | 43,6        | 1.333.666   | 47,5        |
| Sidya Touré                                                                                | Union des forces républicaines                              | 230.867     | 13,0        |             |             |
| Lansana Kouyaté                                                                            | Parti de l’espoir pour le développement national            | 124.902     | 7,0         |             |             |
| Papa Koly Kouroumah                                                                        | Rassemblement pour la défense de la République              | 101.827     | 5,7         |             |             |
| Ibrahima Abe Sylla                                                                         | Nouvelle génération pour la République                      | 57.394      | 3,2         |             |             |
| Jean Marc Telliano                                                                         | Rassemblement pour le développement intégré de la Guinée    | 41.332      | 2,3         |             |             |
| Aboubacar Somparé                                                                          | Parti de l’unité et du progrès                              | 16.947      | 1,0         |             |             |
| Boubacar Barry                                                                             | Parti national pour le renouveau                            | 14.200      | 0,8         |             |             |
| Ousmane Bah                                                                                | Union pour le progrès et le renouveau                       | 12.140      | 0,7         |             |             |
| Ibrahima Kassory Fofana                                                                    | Guinée pour tous                                            | 11.778      | 0,7         |             |             |
| Ousmane Kaba                                                                               | Parti libéral pour l’unité et la solidarité                 | 9.613       | 0,5         |             |             |
| François Lounceny Fall                                                                     | Front uni pour la démocratie et le changement               | 8.207       | 0,5         |             |             |
| Elhadj Mamadou Sylla                                                                       | Union démocratique de Guinée                                | 8.016       | 0,5         |             |             |
| Saran Daraba Kaba                                                                          | Convention démocratique panafricaine                        | 6.815       | 0,4         |             |             |
| Mamady Diawara                                                                             | Parti du travail et de la solidarité                        | 5.641       | 0,3         |             |             |
| Boubacar Bah                                                                               | Avenir démocratique prospérité de Guinée                    | 5.354       | 0,3         |             |             |
| Alpha Ibrahima Keïra                                                                       | Parti républicain                                           | 4.600       | 0,3         |             |             |
| M’Bemba Traoré                                                                             | Parti de la démocratie et de l’unité                        | 4.292       | 0,2         |             |             |
| Mamadou Baadiko Bah                                                                        | Union des forces démocratiques                              | 3.409       | 0,2         |             |             |
| Joseph Bangoura                                                                            | Parti de l’union pour le développement intégré de la Guinée | 3.247       | 0,2         |             |             |
| Abraham Bouré                                                                              | Rassemblement guinéen pour l’unité et le développement      | 2.179       | 0,1         |             |             |
| Fodé Mohamed Soumah                                                                        | Génération citoyenne                                        | 1.984       | 0,1         |             |             |
| Bouna Keita                                                                                | Rassemblement pour une Guinée prospère                      | 1.334       | 0,1         |             |             |
| Gesamt                                                                                     | Gesamt                                                      | 1.771.980   | 100         | 2.808.639   | 100         |
|                                                                                            |                                                             |             |             |             |             |
| Ungültige Stimmen                                                                          | Ungültige Stimmen                                           | 177.416     | 9,1         | 89.594      | 3,1         |
| Wähler                                                                                     | Wähler                                                      | 1.949.396   | 51,6        | 2.898.233   | 67,9        |
| Wahlberechtigte                                                                            | Wahlberechtigte                                             | 3.778.177   |             | 4.270.531   |             |
|                                                                                            |                                                             |             |             |             |             |
| Quellen: MOE UE – CENI, Vorläufiges Ergebnis, 1. Wahlgang – Endgültiges Ergebnis (Prozent) |                                                             |             |             |             |             |

## Reaktionen
Der Gewinner Conde sprach von einem „historischen Moment“ und einer „neuen Ära“ und betonte er sei ein Präsident für alle Menschen Guineas. Der Unterlegene Diallo sprach hingegen von Wahlbetrug. In Moyen Guinee, einer Hochburg Diallos, kam es zu Unruhen und Demonstrationen am Tag nach der Stichwahl. Am 17. November rief die Regierung wegen gewalttätigen Zusammenstößen mit mindestens 7 Toten den Ausnahmezustand und eine nächtliche Ausgangssperre in der Hauptstadt Conakry aus die bis zur offiziellen Veröffentlichung der Wahlergebnisse dauern soll. In Labé und anderen Städten im Norden des Landes gilt auch tagsüber eine Ausgangssperre. Der unterlegene Kandidat Diallo sprach von „brutaler Unterdrückung“ der Proteste durch Sicherheitskräfte.
Am 16. November gab die Polizei aus Sierra Leone bekannt, dass sich die ethnischen Unruhen auf ihr Staatsgebiet ausgeweitet haben. 20 Personen wurden wegen ethnisch motivierten Ausschreitungen zwischen Mitgliedern der Fulbe- und Malinke-Volksgruppen in der Stadt Kenema festgenommen.